# Estació del Clot (Metrovalència)
|  | Per a altres significats, vegeu «estació del Clot». |

L'Estació del Clot és una de les 5 estacions del metro de València que serveix les urbanitzacions de l'Eliana, tot i que en aquest cas, se situa a pocs metres fora del terme municipal, al terme de Riba-roja de Túria. Se situa arran de terra, al marge esquerre del barranc de Mandor i serveix la urbanització del Clot, pertanyent al segon municipi, i la de Mont-i-sol, que pertany a l'Eliana. És un baixador i, per tant, cal sol·licitar-hi parada.
L'ingrés es fa arran de terra, a l'extrem nord de la urbanització homònima, i per millorar l'accés s'ha construït una passera sobre el barranc de Mandor i un aparcament dissuasiu. A l'est del baixador hi passa el CV-336 entre Riba-roja i Sant Antoni de Benaixeve.
| Procedència/Destinació | <          | Línia | >         | Procedència/Destinació |
| ---------------------- | ---------- | ----- | --------- | ---------------------- |
| Llíria                 | Mont-i-sol |       | Entrepins | Torrent Avinguda       |